# Rabia (serie de televisión)
Rabia fue una serie de televisión española producida por Isla Audiovisual que inicialmente iba a ser emitida en Telecinco pero poco después se decidió que se emitiría en Cuatro. Está protagonizada por Patricia Vico, Carles Francino, Fran Nortes, Malena Alterio, entre otros.

## Argumento
Lo que, en principio, podría haber sido la salvación de sus vidas, se convertirá en una pesadilla infernal. Un grupo de enfermos terminales se someterán a un tratamiento experimental que brotará en un virus incontrolable que les causará unos terribles e inesperados efectos secundarios.
Los infectados, no sólo tienen que evitar que les capture la policía para exterminarles y así evitar el contagio; también se deberán controlar unos a otros dentro del refugio, pues en cualquier momento puede entrarles ‘la rabia’, mutación de una cura para una enfermedad que les tenía al borde de la muerte antes de la infección.

## Reparto

### 1ª temporada

#### Reparto principal
- Patricia Vico - Marta Solazábal
- Fran Nortes - Diego Aguirre
- Carles Francino - Suso Pueyo
- Fele Martínez - Gervasio Ortiz
- Nuria González - Nieves Aranda Gutiérrez
- Adriana Ozores - Inspectora Esther Rubio Suárez
- Elisa Mouliaá  - Lola Castro Andújar
- Malena Alterio - Silvia Soler García
- Ismael Martínez - Martín Crespo
- Manuel Gancedo  - Carlos Nogueras Bermejo † (Episodio 1 - Episodio 3)
- Diego Martínez - Inspector M. Santamaría Carballal "Santa"
- Nuria Herrero - Belén Olivencia Gálvez Rivas / Esther †
- Álvaro Balas - Daniel "Dani" Montero Soler
- Txema Blasco - Adolfo Villanueva † (Episodio 1)

##### Con la colaboración especial de
- Concha Cuetos - Pilar Bermejo
- Paco Tous - Mario Montero Alonso † (Episodio 1 - Episodio 5)

#### Reparto recurrente

##### Con la colaboración especial de
- Sonia Lázaro - Eva Aguirre Solarzábal (Episodio 1 - Episodio 3; Episodio 7 - Episodio 8)
- Sergio Otegui - Antonio Pereira Naya † (Episodio 1 - Episodio 8)
- Almudena Cid - Bárbara Figueiras (Episodio 4 - Episodio 8)
- Rodrigo Poisón - D. Fernández Horcajuelo "Turco" (Episodio 2 - Episodio 3; Episodio 5 - Episodio 6; Episodio 8)
- Javier Tolosa - Rabioso † (Episodio 6)
- Jesús Olmedo - Miguel (Episodio 1)
- Fernando Soto - Francisco "Paco" Camacho Bermúdez † (Episodio 1; Episodio 3 - Episodio 5)
- Marcial Álvarez -  Pedro Vilches † (Episodio 4 - Episodio 5)
- Joel Bosqued - Cristian Vilches (Episodio 4 - Episodio 5)

#### Reparto episódico
- Sara Ballesteros - Mujer de Miguel † (Episodio 1)
- Ascen López - Isabel (Episodio 1)
- Marta Frutos - Mujer de Suso † (Episodio 1)
- Toni Álamo - Padre de Martín Crespo † (Episodio 2)
- Julio Jordán - Padre de Juan † (Episodio 3)
- Mariano Estudillo - Juan (Episodio 3)
- Álex Hernández - Hugo (Episodio 3)
- José Manuel Seda - Jefe de Belén (Episodio 5)
- Rubén Pasamar - Padre de Belén (Episodio 5)
- Valeria Vereau - Micaela "Mica" Jiménez (Episodio 5)
- Marisa Lahoz - Mujer (Episodio 7)
- Inma Isla - Fanny (Episodio 8)

## Episodios y audiencias
| Temporada  | Temporada | Episodios | Estreno                  | Final                   | Audiencia media | Audiencia media |
| Temporada  | Temporada | Episodios | Estreno                  | Final                   | Espectadores    | Cuota           |
| ---------- | --------- | --------- | ------------------------ | ----------------------- | --------------- | --------------- |
| Del 1 al 8 | 1         | 8         | 28 de septiembre de 2015 | 16 de noviembre de 2015 | 908 000         | 6,5%            |

### Temporada 1: 2015
| N.º (serie) | N.º (temp.) | Título                  | Fecha de Emisión         | Audiencia         |
| ----------- | ----------- | ----------------------- | ------------------------ | ----------------- |
| 1           | 1           | «El origen»             | 28 de septiembre de 2015 | 1 801 000 (10,6%) |
| 2           | 2           | «En el nombre del hijo» | 5 de octubre de 2015     | 1 229 000 (7,2%)  |
| 3           | 3           | «La caza»               | 12 de octubre de 2015    | 1 022 000 (5,7%)  |
| 4           | 4           | «Prisioneros»           | 19 de octubre de 2015    | 948 000 (5,5%)    |
| 5           | 5           | «Animales»              | 26 de octubre de 2015    | 860 000 (5,0%)    |
| 6           | 6           | «La galería»            | 2 de noviembre de 2015   | 560 000 (3,2%)    |
| 7           | 7           | «El protocolo»          | 9 de noviembre de 2015   | 499 000 (7,1%)    |
| 8           | 8           | «La huida»              | 16 de noviembre de 2015  | 344 000 (7,8%)    |